# ノーマン・アプリチャード
ノーマン・アプリチャード(Norman Uprichard、1928年4月20日 - 2011年1月31日）は、北アイルランドのサッカー選手。アーマー県ラーガン出身。ポジションはゴールキーパー。
1951年に代表デビューし、1958年のFIFAワールドカップ・スウェーデン大会では代表に選出され同国は準決勝まで進出している。